# Halloweed
Halloweed es una película estadounidense de comedia, terror y suspenso de 2016, dirigida por LazRael Lison, escrita por Michael Bussan y Dale Zawada, musicalizada por Alex Kharlamov, en la fotografía estuvo Jamie Trent y los protagonistas son Simon Rex, Shannon Brown y Jim O'Heir, entre otros. El filme fue producido por J&R Productions, Summer House Pictures y Two 9 Productions; se estrenó el 18 de octubre de 2016.

## Sinopsis
Tratando de liberarse de la deshonra de un padre homicida serial, Trent Modine y su hermanastro Joey, van en busca de un nuevo comienzo. Hallan un lugar en el pequeño pueblo de Mooseheart, pero justo cuando llegan empiezan a ocurrir una serie de homicidios, ambos tendrán que averiguar qué está pasando.